# Luiz Fernando Moraes dos Santos
Luiz Fernando Moraes dos Santos (Tocantinópolis, 16 ottobre 1996) è un calciatore brasiliano, centrocampista dell'Athl. Paranaense.

## Palmarès

### Club

#### Competizioni statali
- Campionato Carioca: 1

Botafogo: 2018